# Ocimum gratissimum
Ocimum gratissimum (укр. Васильки евгенольні; також — африканський васильок; на Гаваях як — дикий васильок) — вид пантропічних, ароматичних багаторічних трав'янистих квіткових рослин роду васильки (Ocimum) родини глухокропивові (Lamiaceae).

## Морфологічна характеристика

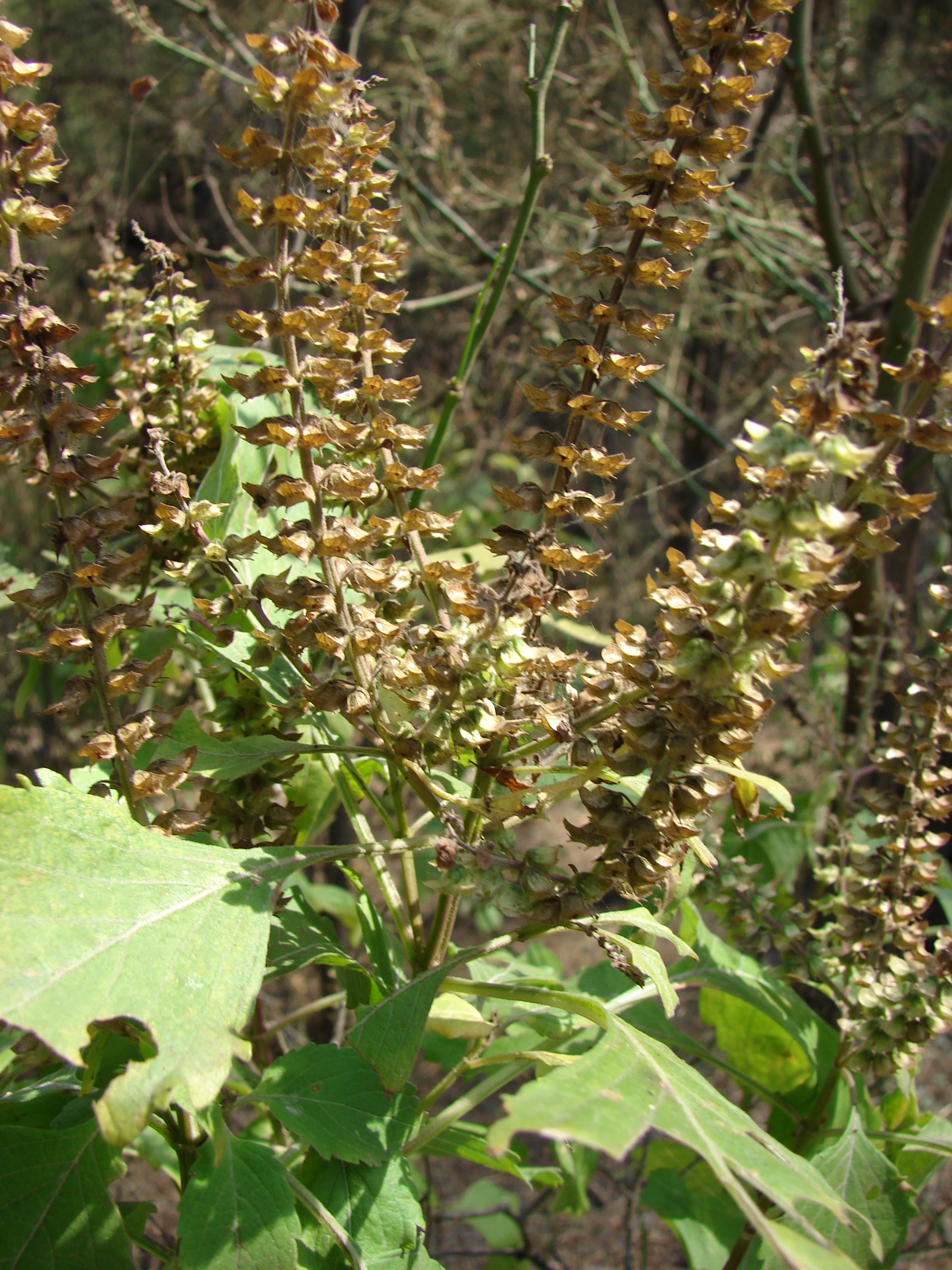

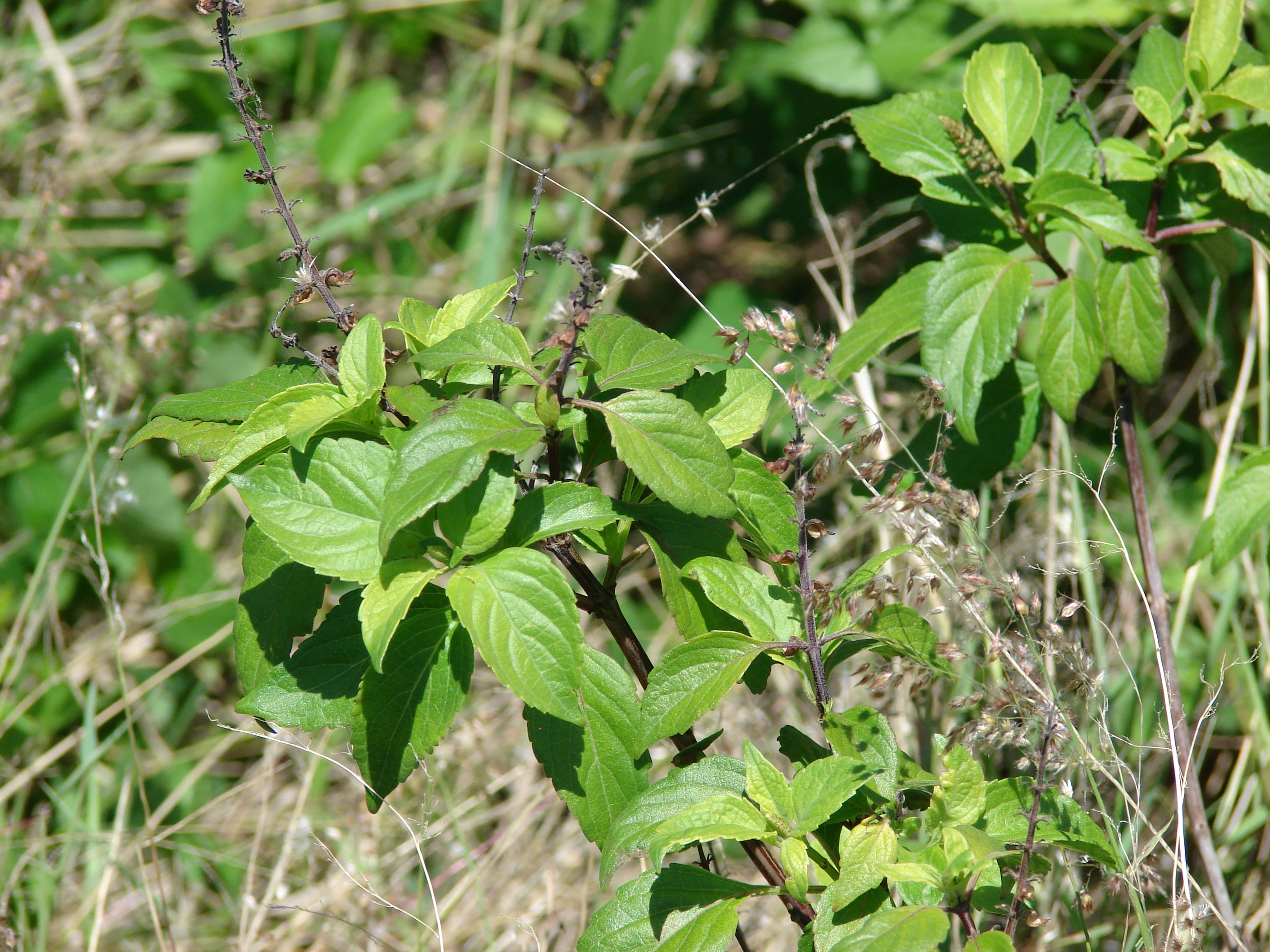

Стояча трав'яниста рослина або м'який чагарник, до 2 метрів у висоту. Стебло пряме, сильногіллясте, з деревоподібною основою. Стебло і гілки чотиригранні, слабоопушені; Листки черешкові, супротивні, продовгувато-яйцеподібні або яйцеподібно-ланцетні, по-різному опушені з обох сторін. Краї у верхній частині часто тільки зубчасті, знизу слабоопушені. Платівка листа довжиною 10-15 см, черешок 4-5 см; Суцвіття колоскове, просте або мало розгалужене. Квітки зигоморфовані, довжиною 5-6 мм, зібрані помилковими колотівками в пазухах листків, утворюючись на верхівці стебла і його розгалужень колосоподібні суцвіття, нижня губа часто закриває рот і затемнює маленький білий віночок; Чашечка густо опушені зовні, довжиною 3-4 мм, двогуба, дзвоноподібна, неопадаюча. Корінь гіллястий, мочкуватий, довжиною до 80 см; Плід складається з 4 горішків. Горішки округлі, темно-коричневі, покриті твердою, ослизнюються при змочуванні оболонкою. Цвіте в серпні, плоди дозрівають у вересні.

## Поширення

### Природний ареал
- Субсахарська Африка: Кот-д'Івуар; Гана; Гвінея; Нігерія; Того, Бурунді; Камерун; Габон; Руанда; ЗаїрКенія; Танзанія; Уганда, Джибуті; Еритрея; Ефіопія; Сомалі, Ангола; Малаві; Мозамбік; Замбія, Ботсвана; Намібія, ПАР
  - Африканські острови в Індійському океані: Коморські острови; Мадагаскар; Маврикій; Сейшели — Альдабра
- Помірна Азія
  - Аравійський півострів: Ємен
- Тропічна Азія
  - Індійський субконтинент: Бангладеш; Індія; Непал; Шрі-Ланка
  - Індокитай: Камбоджа; Лаос; Таїланд; В'єтнам
  - Малезійська область: Індонезія — Ява, Суматра; Малайзія

Ареал натуралізації
- Африка
  - Макаронезія: Кабо-Верде
  - Західна Субсахарська Африка: Бенін; Гвінея-Бісау
- Північна Америка
  - Мексика — Веракрус
- Тихий океан
  - Південно-західний район Тихого океану: Нова Каледонія
- Південна Америка
  - Бразилія — Баїя
  - Карибський басейн: Антигуа і Барбуда; Аруба; Барбадос; Куба; Домініка; Домініканська республіка; Гренада; Гваделупа; Мартиніка; Монтсеррат; Нідерландські Антильські острови; Сент-Люсія; Сент-Вінсент і Гренадини
  - Мезоамерика: Панама
  - Західна частина Південної Америки: Болівія

Культивується в Китаї і на Тайвані. В Україні цей вид васильків теж поширений лише в культурі.

## Значення та використання
Здавна відома як ароматична приправа. Евгенол, одержуваний з ефірної олії васильку, широко використовується в медичній і парфюмерно-косметичній промисловості і як сировина для отримання ваніліну.

### Використання в кулінарії

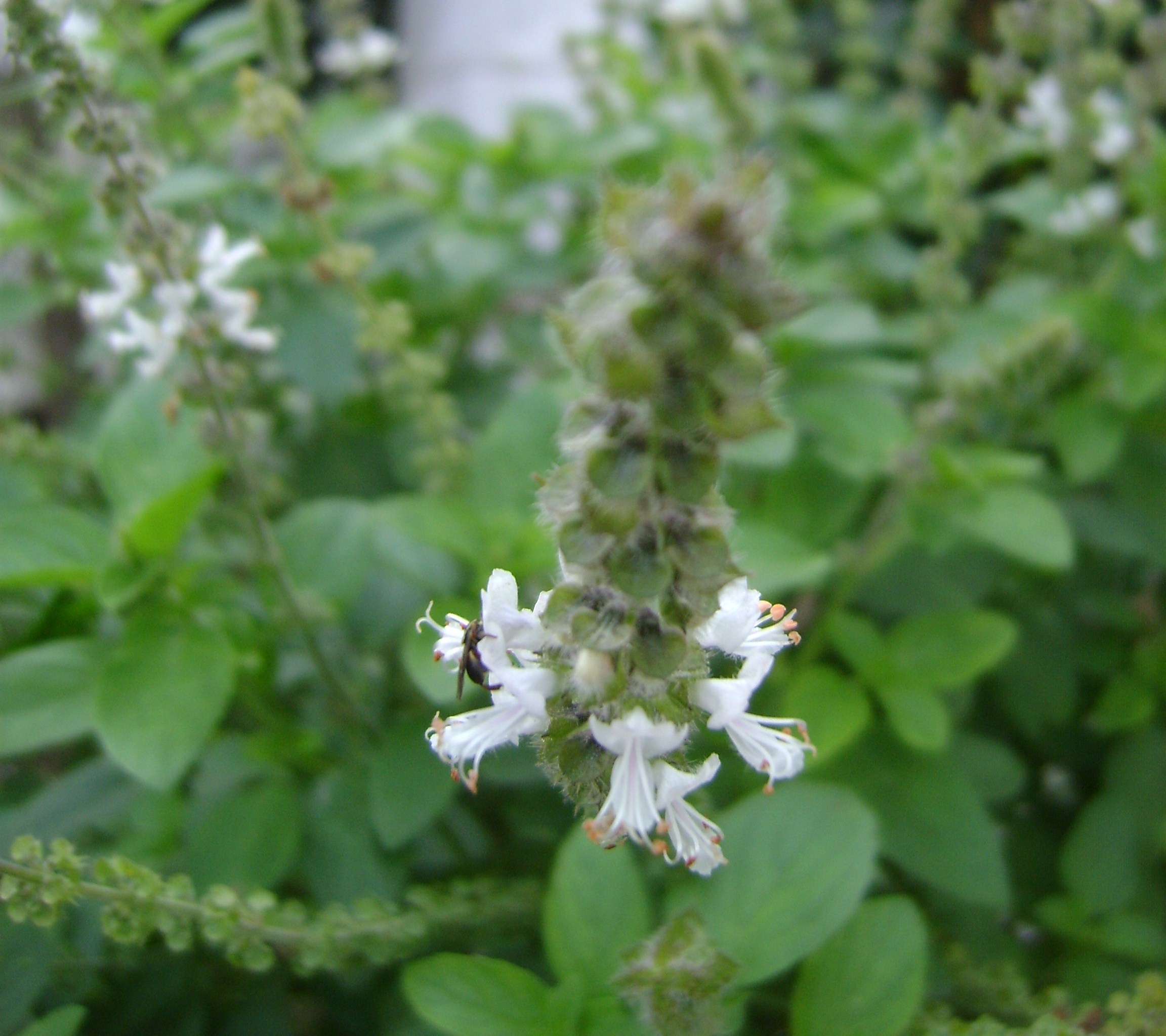
Суцвіття

Рослина з помірно-гірким смаком і сильним пряно-пекучим ароматом є прототипом гвоздики й духм'яного перцю. Його зелень має тонкий аромат із різними відтінками: лимонний, гвоздичний, м'ятний і надає їжі присмак подібний до перцю. Васильок широко застосовується в західній і південно-європейській кухні, особливо французькій, італійській та грецькій, а також у закавказькій. У свіжому, сушеному, солоному і свіжозамороженому вигляді його застосовують як пряну приправу до салатів, перших і других страв.
Для харчової промисловості цей вид васильку представляє великий інтерес як можливий замінник гвоздичної олії, основним ароматичним компонентом якого є евгенол.
В консервній промисловості використовуються всі частини рослини у фазі від початку цвітіння до початку утворення насіння. Його включають в склади для консервування овочів (помідорів, огірків, перцю солодкого, патисонів) спільно з майораном садовим, чабером садовим або чабером чорним, а також в ароматизуючі склади для компотів із яблук (спільно з шавлією мускатною) і груш, при виготовленні різних джемів, повидла, варення, мармеладів, соків, желе.

### Використання в медицині
Евгенол використовують у стоматологічній практиці як дезинфікуючий засіб.
У народній медицині  васильок застосовували всередину як протиспазматичний, лактогенний й протиблювотний засіб, при епілепсії, як засіб, що викликає менструацію при її тимчасової зупинці, для лікування алкоголізму, зовнішньо — для припарок, ван і полоскань як ранозагоювальний, пом'якшувальний засіб, при ревматизмі; порошок сухої трави дають нюхати для полегшення головного болю при мігрені.
Вважають, що свіже листя васильку надають томатному соку тонізуючі властивості.

## Різновиди
Із Ocimum gratissimum виокремлюють 3 різновиди та 1 підвид васильку:
- Ocimum gratissimum var. gratissimum
- Ocimum gratissimum var. macrophyllum
- Ocimum gratissimum var. suave
- Ocimum gratissimum subsp. iringense